# Hannah (1997)
Hannah é um filme de drama austríaco de 1997 dirigido e escrito por Reinhard Schwabenitzky. Foi selecionado como representante da Áustria à edição do Oscar 1998, organizada pela Academia de Artes e Ciências Cinematográficas.

## Elenco
- Elfi Eschke - Hannah Fischer
- August Zirner - Wolfgang Heck
- Jürgen Hentsch - Thomas Hochstedt
- Paul Herwig - Helge Hochstedt